# (8586) Epops
(8586) Epops ist ein Asteroid des äußeren Hauptgürtels, der am 24. September 1960 von dem niederländischen Astronomenehepaar Cornelis Johannes van Houten und Ingrid van Houten-Groeneveld entdeckt wurde. Die Entdeckung geschah im Rahmen des Palomar-Leiden-Surveys, bei dem von Tom Gehrels mit dem 120-cm-Oschin-Schmidt-Teleskop des Palomar-Observatoriums aufgenommene Feldplatten an der Universität Leiden durchmustert wurden.
Der Asteroid gehört zur Themis-Familie, einer Gruppe von Asteroiden, die nach (24) Themis benannt wurde. Die zeitlosen (nichtoskulierenden) Bahnelemente von (8586) Epops sind fast identisch mit denjenigen von vier kleineren, wenn man von der Absoluten Helligkeit von 14,69, 14,71, 16,20 und 15,99 gegenüber 12,90 ausgeht, Asteroiden: (48791) 1997 SD33, (69197) 1238 T-2, (187730) 2008 FX66 und (228980) 2003 UZ289.
Der mittlere Durchmesser von (8586) Epops wurde mit 14,609 (±0,168) km berechnet, die Albedo mit 0,061 (±0,010). Die Albedo lässt auf eine dunkle Oberfläche schließen.
(8586) Epops ist nach dem Wiedehopf benannt, dessen wissenschaftlicher Name Upupa epops lautet. Zum Zeitpunkt der Benennung des Asteroiden am 2. Februar 1999 befand sich der Wiedehopf auf der niederländischen Roten Liste gefährdeter Arten. Die Anfangsbuchstaben der Asteroiden (8585) bis (8600) bilden die Redewendung Per aspera ad astra. Nach dem Wiedehopf ist auch der 1933 entdeckte Asteroid des mittleren Hauptgürtels (2868) Upupa benannt, dessen Benennung am 10. November 1992 erfolgt war.